# Accord sur la conservation des petits cétacés de la mer Baltique, du nord-est de l'Atlantique et des mers d'Irlande et du Nord
L'Accord sur la conservation des petits cétacés de la mer Baltique, du nord-est de l'Atlantique et des mers d'Irlande et du Nord (ou ASCOBANS) est un accord international de protection des petits cétacés comme les dauphins et les marsouins dans les mers froides du nord de l'Europe. Cet accord a été signé sous les auspices du Programme des Nations unies pour l'environnement et affilié à celui de la Convention de Bonn sur les espèces migratrices.

## Historique et contexte
De nombreuses espèces de petits cétacés, des dauphins, des marsouins, des petites baleines, vivent dans la mer Baltique, la mer d'Irlande, la mer du Nord et l'Atlantique du Nord-Est. Le marsouin commun est la seule espèce présente dans toutes ces mers et par conséquent le symbole de cet accord. Les cétacés sont des espèces, la plupart du temps, migratrices. Leurs populations en déclin sont perturbées voir menacées par les activités humaines. Ces perturbations incluent la perte de leur habitat naturel, la pollution marine, les perturbations acoustiques provenant de diverses sources et, surtout, la surpêche et les captures accidentelles par enchevêtrement dans les engins de pêche. Chaque année, des milliers de baleines, dauphins et marsouins sont victimes de prises accidentelles et meurent noyés car dès lors, ils ne peuvent regagner la surface pour respirer[réf. nécessaire].
Cet accord a été conclu initialement entre sept pays, l'Allemagne, la Belgique, le Danemark, les Pays-Bas, la Pologne, le Royaume-Uni et la Suède en 1991 et mis en place à partir de 1994. Il s'appelait alors l'Accord sur la Conservation des petits cétacés dans la mer Baltique et la mer du Nord. En juillet 2005, la Finlande, la France et la Lituanie ont rejoint l'accord. En février 2008, une extension de la zone est entrée en vigueur. Le nom de l'accord reste l'ASCOBANS.
En 2014, les pays observateurs sont l'Estonie, l'Irlande, la Lettonie, la Norvège, le Portugal, l'Espagne, la Russie.

### Pays Membres
- Allemagne
- Belgique
- Danemark
- Pays-Bas
- Pologne
- Royaume-Uni
- Suède
- Finlande depuis juillet 2005
- France depuis juillet 2005
- Lituanie depuis juillet 2005

### Pays Observateurs
- Estonie
- Irlande
- Lettonie
- Norvège
- Portugal
- Espagne
- Russie

## Principe de base
Les signataires de l'accord s'engagent à conserver les habitats, à initier des études sur le sujet et informer, les pêcheurs principalement. Cet accord protège toutes les espèces d'Odontoceti à l'exception des Grands cachalots.
Pour citer l'annexe 1 de l'accord
- La conservation et à la gestion de l’habitat (parmi elles, la prévention des rejets de substances constituant une menace pour la santé des animaux, la mise au point d’engins de pêche réduisant les prises accessoires de mammifères, la prévention des nuisances de nature acoustique, etc.) ;
- Ces études devraient inclure l’amélioration des méthodes actuelles et la mise au point de (...)
- Les études doivent être axées sur la localisation des zones présentant une importance (...)
- Les études doivent inclure les exigences en matière d’habitat, sur l’écologie (...)

Pour citer le point 2 de l'annexe 2 de l'accord
- Ces études devraient inclure l’amélioration des méthodes actuelles et la mise au point de méthodes nouvelles pour établir l’identité des stocks, estimer les effectifs, les tendances, la structure et la dynamique des populations ainsi que les migrations.
- Les études doivent être axées sur la localisation des zones présentant une importance particulière pour la reproduction et l’alimentation des espèces concernées
- Les études doivent inclure les exigences en matière d’habitat, sur l’écologie alimentaire, les relations trophiques, la dispersion et la biologie sensorielle. Les effets de la pollution, des nuisances, des activités humaines, particulièrement la pêche, doivent être pris en compte, ainsi que leurs interactions
- Toutes ces études doivent exclure la mise à mort des animaux capturés aux fins de recherche, qui doivent être relâchés en bonne santé ;
- Les Parties devront s’efforcer de mettre en place un système efficace de signalisation des (...)
- l’utilisation des captures accessoires et échouages ;
- Interdiction de la capture et de la mise à mort intentionnelle des petits cétacés et (...)
- l’information et l’éducation en particulier des aux pêcheurs.

## Organisation
L'accord a trois principaux organismes qui collaborent à la mise en œuvre de ASCOBANS, le secrétariat, le MOP et l'AC.
Le MOP, de l'anglais Meeting of the Parties, qui signifie « réunion des Parties », est l'organe décisionnel de l'accord. Il se réunit tous les trois ans pour évaluer les progrès et proposer les mesures visant à développer l'accord. Outre les États membres, d'autres états régionaux et organisations non gouvernementales peuvent être observateur à assister, sans toutefois prendre part aux décisions.
L'AC, de l'anglais Advisory Committee ou CA, c'est-à-dire le Comité consultatif se réunit tous les trois ans. Les pays signataires en désignent les membres, des observateurs peuvent également être admis. Le rôle du Comité est de fournir une assistance scientifique et des conseils au Secrétariat et au MOP. Seuls les membres désignés par les pays signataires peuvent prendre des orientations scientifiques fournies au secrétariat et au MOP.
Le Secrétariat, situé à Bonn, est l'organe de coordination de l'accord. Il rassemble et distribue les informations venant du MOP et du comité consultatif. Il apporte des conseils techniques à ces derniers. Ils préparent les réunions du MOP et du CA. Ce secrétariat, comme d'autres secrétariats d'accords régionaux dans le cadre de la Convention de Bonn est intégrée à celui de cette dernière. La 5e réunion des Parties de ASCOBANS en 2006 a décidé qu'à partir du 1er janvier 2007, le Secrétariat de la convention de Bonn servira de Secrétariat pour l'accord ASCOBANS et que son Secrétaire exécutif serait le Secrétaire exécutif par intérim de l'ASCOBANS.
Le Secrétariat publie un bulletin périodique, qui informe sur les dernières activités.

## Espèces de petits cétacés protégés dans l’aire de l’accord
Les principaux petits cétacés de la Baltique, de l'Atlantique du Nord-Est, d’Irlande et de mer du Nord qui sont protégés dans l’aire de l’accord sont:
- le marsouin (Phocoena phocoena)
- le grand dauphin (Tursiops truncatus)
- le dauphin commun (Delphinus delphis)
- le lagénorhynque à bec blanc (Lagenorhynchus albirostris)
- le lagénorhynque à flancs blancs (Lagenorhynchus acutus)
- le dauphin bleu et blanc (Stenella coeruleoalba)
- le dauphin de Risso (Grampus griseus)
- l’orque (Orcinus orca)
- le globicéphale noir (Globicephala melas)
- l’hyperoodon boréal (Hyperoodon ampullatus) et autres baleines à bec (Ziphiidae)

## Effet de cet accord
Selon certains observateurs, les effets restent limités et très décevants en 2008. Les limitations sont principalement dues en raison d'autre accords, notamment commerciaux, au sein de l'Union européenne. En effet la gestion des zones de pêches des États signataires, lorsqu'elles sont situées au-delà de la zone territoriale et en deçà des limites des zones économiques de pêches exclusives est soumise exclusivement de la compétente de l'UE pour organiser l’exercice de la pêche par les navires de pêche immatriculés dans l’un de ses États membres.
Alors que le WWF a loué les efforts déployés en vue de la réduction des prises accessoires en 2001, il a exprimé des critiques envers les gestionnaires de l'accord en 2004 en faisant valoir que des lacunes béantes autorisent la mise à mort inutile de petits cétacés par les pêcheurs, et que des mesures plus sévères permettraient de réduire les prises accidentelles de mammifères. 
Cependant, en 2005, Die Tageszeitung, un quotidien national allemand, titrait sur le rôle crucial de l'ASCOBANS dans la protection des marsouins dans la mer Baltique - en soulignant la réussite de l'introduction d'un règlement en 2007 de manière que tous les navires de pêche soient équipés de dispositifs de harcèlement acoustique de façon à éviter les prises accidentelles. Le Gesellschaft zum Schutz der Meeressäugetiere, a lancé un appel pour que les mesures prises par l'ASCOBANS soient généralisées à plus grande échelle.
Certaines ONG ont exprimé leur inquiétude sur les effets possibles de l'évolution du Secrétariat depuis janvier 2007, qu'ils considèrent comme un affaiblissement de la capacité de cet organe de l'accord.

## Événements parrainés
- Depuis 2003, la Journée internationale des marsouins de la mer Baltique Marsouins, est célébrée chaque année le 3e dimanche de mai dans les institutions tout au long de la Baltique, les États riverains, et l'ASCOBANS invite à faire connaître le sort des marsouins.